# Burg Amtenhausen
Die Burg Amtenhausen, auch Burg Zimmern genannt, ist eine Höhenburganlage (Wallanlage) auf 830 m ü. NN an einem Steilhang nahe dem ehemaligen Kloster Amtenhausen, circa 2250 Meter nordwestlich des Ortsteils Zimmern der Gemeinde Immendingen im Landkreis Tuttlingen in Baden-Württemberg.
Die vermutlich zwischen dem 8. und 11. Jahrhundert erbaute Wallanlage oberhalb eines Steilhanges an einem Berghang stand wahrscheinlich nicht in Beziehung zu dem 1107 gegründeten Kloster Amtenhausen oder seiner Vorgängersiedlung. Die Wallanlage besteht aus einem rund 75 m langen Abschnittswall und einem davor liegenden Graben sowie einer rund 70 m langen, terrassenartigen Hangverebnung im Anschluss an das untere Wallende samt einer künstlichen Böschung innerhalb des Areals.